# Tetracera arborescens
Tetracera arborescens är en tvåhjärtbladig växtart som beskrevs av William Jack. Tetracera arborescens ingår i släktet Tetracera och familjen Dilleniaceae. Inga underarter finns listade i Catalogue of Life.